# Randolph Carlyle
Pour les articles homonymes, voir Carlyle.
Randolph Robert Carlyle, dit Randy Carlyle, (né le 19 avril 1956 à Grand Sudbury en Ontario au Canada) est un joueur professionnel de hockey sur glace devenu entraîneur. Il joue en tant que défenseur.

## Biographie

### Carrière de joueur
Carlyle est choisi pour jouer dans la Ligue nationale de hockey au cours du repêchage amateur de la LNH 1976 en deuxième ronde (13e choix au total) par les Maple Leafs de Toronto. La même année, il est choisi par une équipe de l'association mondiale de hockey, les Stingers de Cincinnati, au cours du repêchage (première ronde et 7e choix).
Avant de se présenter aux repêchages, il jouait dans l'association de hockey de l'Ontario (aujourd'hui Ligue de hockey de l'Ontario) pour les Wolves de Sudbury. Il ne reste que la saison 1977-1978 à Toronto avant d'aller jouer pour les Penguins de Pittsburgh pour qui il joue jusqu'à la fin de la saison 1983-1984 de la LNH. Avant la fin de la saison, il prend la direction des Jets de Winnipeg avec qu'il finit sa carrière en 1993.
Au cours de la saison 1980-1981 de la LNH, il remporte le trophée James-Norris en tant que meilleur défenseur de la ligue.

### Carrière d'entraîneur
Carlyle devient entraîneur de la ligue internationale de hockey pour les Moose du Manitoba en 1996 et les suit jusqu'à la fin de la saison 2001 puis au cours de la saison 2004-2005 - l'équipe fait alors partie de la Ligue américaine de hockey. Auparavant, il a été entraîneur assistant des Jets pour la saison 1995-1996 de la LNH.
Entre 1996 et 2000, il est aussi directeur général de la franchise puis président en 2001-2002.
En 1998-1999, les Mooses gagnent 47 matchs pour 21 défaites et 14 matchs nuls et Carlyle est nommé directeur général de l'année.
En saison 2002-2003 de la LNH, il quitte le Manitoba et rejoint les Capitals de Washington pour qui il est entraîneur adjoint pour deux saisons.
Finalement il retourne entraîner les Mooses qui sont alors la franchise école des Canucks de Vancouver. Les Mooses se hissent en demi-finale de la Coupe Calder 2004.
Le 1er août 2005, il devient l'entraîneur des Mighty Ducks d'Anaheim de la LNH. En 2007, il mène son équipe à la Coupe Stanley. Le 2 mars 2012, Carlyle devient le successeur de Ron Wilson pour diriger les Maple Leafs de Toronto.

### Vie personnelle
Il est marié à Corey et ont ensemble trois enfants : Craig, Derek  et Alexis.

## Statistiques
| Saison     | Équipe                 | Ligue      |       | Saison régulière | Saison régulière | Saison régulière | Saison régulière | Saison régulière |   | Séries éliminatoires | Séries éliminatoires | Séries éliminatoires | Séries éliminatoires | Séries éliminatoires |
| Saison     | Équipe                 | Ligue      | PJ    | B                | A                | Pts              | Pun              | PJ               | B | A                    | Pts                  | Pun                  |                      |                      |
| 1973-1974  | Wolves de Sudbury      | AHO        | 12    | 0                | 8                | 8                | 21               |                  |   |                      |                      |                      |                      |                      |
| 1974-1975  | Wolves de Sudbury      | AHO        | 67    | 17               | 47               | 64               | 118              |                  |   |                      |                      |                      |                      |                      |
| 1975-1976  | Wolves de Sudbury      | AHO        | 60    | 15               | 64               | 79               | 126              |                  |   |                      |                      |                      |                      |                      |
| 1976-1977  | Black Hawks de Dallas  | LCH        | 26    | 2                | 7                | 9                | 63               |                  |   |                      |                      |                      |                      |                      |
| 1976-1977  | Maple Leafs de Toronto | LNH        | 45    | 0                | 5                | 5                | 51               | 9                | 0 | 1                    | 1                    | 20                   |                      |                      |
| 1977-1978  | Black Hawks de Dallas  | LCH        | 21    | 3                | 14               | 17               | 31               |                  |   |                      |                      |                      |                      |                      |
| 1977-1978  | Maple Leafs de Toronto | LNH        | 49    | 2                | 11               | 13               | 31               | 7                | 0 | 1                    | 1                    | 8                    |                      |                      |
| 1978-1979  | Penguins de Pittsburgh | LNH        | 70    | 13               | 34               | 47               | 78               | 7                | 0 | 0                    | 0                    | 12                   |                      |                      |
| 1979-1980  | Penguins de Pittsburgh | LNH        | 67    | 8                | 28               | 36               | 45               | 5                | 1 | 0                    | 1                    | 4                    |                      |                      |
| 1980-1981  | Penguins de Pittsburgh | LNH        | 76    | 16               | 67               | 83               | 136              | 5                | 4 | 5                    | 9                    | 9                    |                      |                      |
| 1981-1982  | Penguins de Pittsburgh | LNH        | 73    | 11               | 64               | 75               | 131              | 5                | 1 | 3                    | 4                    | 16                   |                      |                      |
| 1982-1983  | Penguins de Pittsburgh | LNH        | 61    | 15               | 41               | 56               | 110              |                  |   |                      |                      |                      |                      |                      |
| 1983-1984  | Penguins de Pittsburgh | LNH        | 50    | 3                | 23               | 26               | 82               |                  |   |                      |                      |                      |                      |                      |
| 1983-1984  | Jets de Winnipeg       | LNH        | 5     | 0                | 3                | 3                | 2                | 3                | 0 | 2                    | 2                    | 4                    |                      |                      |
| 1984-1985  | Jets de Winnipeg       | LNH        | 71    | 13               | 38               | 51               | 98               | 8                | 1 | 5                    | 6                    | 13                   |                      |                      |
| 1985-1986  | Jets de Winnipeg       | LNH        | 68    | 16               | 33               | 49               | 93               |                  |   |                      |                      |                      |                      |                      |
| 1986-1987  | Jets de Winnipeg       | LNH        | 71    | 16               | 26               | 42               | 93               | 10               | 1 | 5                    | 6                    | 18                   |                      |                      |
| 1987-1988  | Jets de Winnipeg       | LNH        | 78    | 15               | 44               | 59               | 210              | 5                | 0 | 2                    | 2                    | 10                   |                      |                      |
| 1988-1989  | Jets de Winnipeg       | LNH        | 78    | 6                | 38               | 44               | 78               |                  |   |                      |                      |                      |                      |                      |
| 1989-1990  | Jets de Winnipeg       | LNH        | 53    | 3                | 15               | 18               | 50               |                  |   |                      |                      |                      |                      |                      |
| 1990-1991  | Jets de Winnipeg       | LNH        | 52    | 9                | 19               | 28               | 44               |                  |   |                      |                      |                      |                      |                      |
| 1991-1992  | Jets de Winnipeg       | LNH        | 66    | 1                | 9                | 10               | 54               | 5                | 1 | 0                    | 1                    | 6                    |                      |                      |
| 1992-1993  | Jets de Winnipeg       | LNH        | 22    | 1                | 1                | 2                | 14               |                  |   |                      |                      |                      |                      |                      |
| Totaux LNH | Totaux LNH             | Totaux LNH | 1 055 | 148              | 499              | 647              | 1 400            | 69               | 9 | 24                   | 33                   | 120                  |                      |                      |

## Référence
1. ↑  (en) « Randolph Carlyle hockey statistics & profile », sur The Internet Hockey Database